# Новорозино
Новорозино — село в Купинском районе Новосибирской области России. Входит в состав Новониколаевского сельсовета.

## География
Площадь села — 54 гектара.

## История
До 1964 года возглавлял Новорозинский сельсовет, затем его сменил посёлок Шаитик

## Население
| 2002 | 2007 | 2010 |
| ---- | ---- | ---- |
| 333  | ↘302 | ↘290 |

## Инфраструктура
В селе по данным на 2007 год функционируют 1 учреждение здравоохранения и 1 учреждение образования.